# Hakkinalu, Magadi
Hakkinalu là một làng thuộc tehsil Magadi, huyện Ramanagara, bang Karnataka, Ấn Độ.